# Pascal Sellier
 (janvier 2008).
Si vous disposez d'ouvrages ou d'articles de référence ou si vous connaissez des sites web de qualité traitant du thème abordé ici, merci de compléter l'article en donnant les références utiles à sa vérifiabilité et en les liant à la section « Notes et références ».
Pour les articles homonymes, voir Sellier.
Pascal Sellier (né en 1958 ou 1959) est un acteur français.

## Biographie
Il débute au cinéma en 1971 dans le rôle principal d'Antoine dans Les Bottes de sept lieues d'après Marcel Aymé, suivi par son Sylvain dans Mauprat de Jacques Trébouta. Il participe à plusieurs pièces de théâtre à la Comédie-française, notamment Richard III où il joue le rôle du Duc d'York. Au théâtre de la ville, il interprète Troïlus dans La guerre de Troie n'aura pas lieu.  À dix huit ans, Pascal Sellier est L'Amant de poche (1978). Un an après, il est le fils de Marlène Jobert dans Va voir maman, papa travaille et, à l'âge de dix huit ans, il joue le jeune fils (14 ans) de Claude Jade dans L'Île aux trente cercueils (1979).
Il arrête ensuite définitivement le métier de comédien, et s'installe plus tard en Guadeloupe.

## Filmographie

### Cinéma
- 1978 : L'Amant de poche : Julien

### Télévision
- 1970 : Les Cinq Dernières Minutes, épisode Une balle de trop, de Raymond Portalier (épisode TV) : l'enfant
- 1970 : Si seulement tu voulais regarder par la fenêtre (TV) : le petit garçon
- 1971 : Les Bottes de sept lieues (TV) : Antoine Buge
- 1972 : Mauprat de Jacques Trébouta
- 1977 : Au plaisir de Dieu (série TV) : Hubert
- 1977 : L'Ancre de miséricorde (TV) : Petit Morgat
- 1978 : Mazarin (sérié TV) : Louis XIV à 13 ans
- 1978 : Le Vent sur la maison (TV): Vincent
- 1978 : Va voir maman, papa travaille : Jerôme adolescent
- 1978 : Jean-Christophe (série TV)
- 1979 : L'Île aux trente cercueils, feuilleton télévisé de Marcel Cravenne : Eric et François